# Casa da Corporação Livoniana
A Casa da Corporação Livoniana (em letão:  Vidzemes bruñniecības nams) é um edifício histórico em Riga, Letónia, construído para abrigar o Landtag da Corporação Letã no Governorate da Letônia. Foi inaugurado em 1867 e abrigou o Landtag até a independência da Letónia, em 1919, e foi posteriormente danificado por um incêndio em 1921. Hoje é a sede do Saeima, o parlamento da Letônia. Ela está na lista da UNESCO como Patrimônio Mundial incluso no Centro Histórico de Riga, em frente à Catedral de São Tiago.

## História
A construção do edifício começou em uma época em que partes da atual Letônia eram administradas pelo Império Russo através do Governorate da Livônia, que incluia a atual Letônia e uma parte grande do sul da Estônia. A Corporação Livoniana era um feudo semi-autônomo que administrava a área em nome do Imperador da Rússia. A Corporação, também conhecida como "knighthood", começou com a dissolução da Ordem Teutônica na Livônia no século XVI e formou a nobreza báltico-alemã que formou a classe dominante na Letônia e na Estônia até a Primeira Guerra Mundial. O Landtag não era um corpo democrático, mas sim uma aristocrática assembléia de nobres.
A construção começou em 1863 e foi projetada por Robert Pflug, um germano-báltico, e Jānis Baumanis, o primeiro arquiteto instruído letão. O exterior e o interior foram terminados em estilo eclético. A fachada caracterizou um nicho que contém uma estátua criada pelo escultor dinamarquês David Jensen de Wolter von Plettenberg.

## Independência Letã
Depois que o Conselho do Povo Letão declarou a independência letã em 18 de novembro de 1918 o edifício serviu como sua sede, à exceção do período durante 1919 em que o Congresso Letão dos Deputados Soviéticos dos Trabalhadores da República Socialista Soviética da Letônia, controlou Riga de 1918 até 1920. Depois que a república socialista foi derrubada, o edifício tornou-se a sede da Assembleia Constituinte eleita em 1920. Em 17 de outubro de 1921, o edifício foi destruído por um incêndio. Foi restaurado de acordo com a concepção do arquiteto Eižens Laube. A restauração incluiu uma estátua nova do escultor Rihards Maurs de Lāčplēsis, o "assassino de urso", do poema letão do mesmo nome, substituindo a estátua de von Plettenberg que foi destruída no incêndio. Na restauração do edifício a sala de reunião principal foi modificada para se adaptar às necessidades da Saeima da nova república da Letônia. A Câmara da Saeima ainda hoje tem este design. A última reunião da Assembleia Constitucional, que escreveu a Constituição da Letônia, aconteceu no edifício restaurado em 3 de Novembro de 1922.

## Regime Autoritário
O edifício foi a sede do Saeima até um autogolpe do primeiro ministro Kārlis Ulmanis em 1934. Ulmanis assumiu o título de presidente em 1936 e o edifício serviu como o centro de seu regime autoritário.

## Ocupação
Durante a Segunda Guerra Mundial, após a ocupações da União Soviética e Alemanha Nazista, o edifício foi a sede do Conselho Supremo da República Socialista Soviética da Letônia sob os Sovietes e a sede da SS e da polícia para os territórios orientais sob a Alemanha nazista. A Letônia permaneceu sob ocupação soviética após a guerra e o edifício serviu como local do Conselho Supremo por quase meio século. No início dos anos 80, um dos pátios internos foi amuralhado para expandir o espaço do edifício, esta parte do edifício é agora conhecida como Sala de Votação.

## Restauração da independência
Após o restabelecimento da independência em 4 de maio de 1990, o edifício foi sede do Conselho Supremo da República da Letônia, que funcionou como um parlamento interino até que a Constituição foi totalmente restabelecida com a eleição da próxima Saeima. Desde 1993, é novamente a casa do parlamento da Letônia.